# Digitální negativ
Digitální negativ (DNG, Digital Negative) je otevřený formát bezeztrátového zápisu digitalizovaného obrázku originálně pořízeného fotografického nebo skenového snímku. Tento formát zavedla firma Adobe pro digitální fotografii 27. září 2004. Jeho uvedení mělo podobu první verze specifikace DNG s různými produkty, včetně bezplatné utility pro převod do DNG a z něj. Veškerý software Adobe pro zpracování fotografií, jako Adobe Photoshop a Adobe Lightroom), od té doby tento formát podporuje.
Do doby uvedení DNG formátu se za digitální negativ pokládal formát RAW, nenormalizovaný a velice nejednotný.

## Norma
DNG vychází ze standardního otevřeného formátu TIFF a umožňuje široké užití průvodních informací o obrázku (metadat). Jeho používání je zcela volné – Adobe zveřejnil příslušnou licenci a potvrdil, že neexistují žádná omezení užití z hlediska průmyslových či autorských práv. Adobe prohlásil, že pokud bude shoda v tom, že má být tato norma spravována normalizační organizací, jsou otevřeni této myšlence. Adobe předložil normu DNG organizaci ISO, aby ji zařadila do své revize normy TIFF/EP.

## Přijetí formátu
Vzhledem k různosti podob surových dat snímků je převod na tento standard někdy nejistý. To platí zejména u surových dat pocházejících z přístrojů, jež nepředpokládají ukládání snímků v podobě RAW, nýbrž v JPEG, avšak upravených pro export snímků RAW, ale i jindy.
Někteří výrobci fotopřístrojů se přímo přihlásili k exportu snímků v DNG (Pentax, Casio, Leica, Sinar, Ricoh, Samsung), většina dosud nikoliv (Canon, Nikon, Sony, Panasonic, Olympus, Fuji, Sigma) a zůstávají u své verze RAWu. Nejvýkonnější mobilní telefony již také zaznamenávají své snímky v surové podobě, a to obecně právě v DNG.